# 聖巴托洛梅區

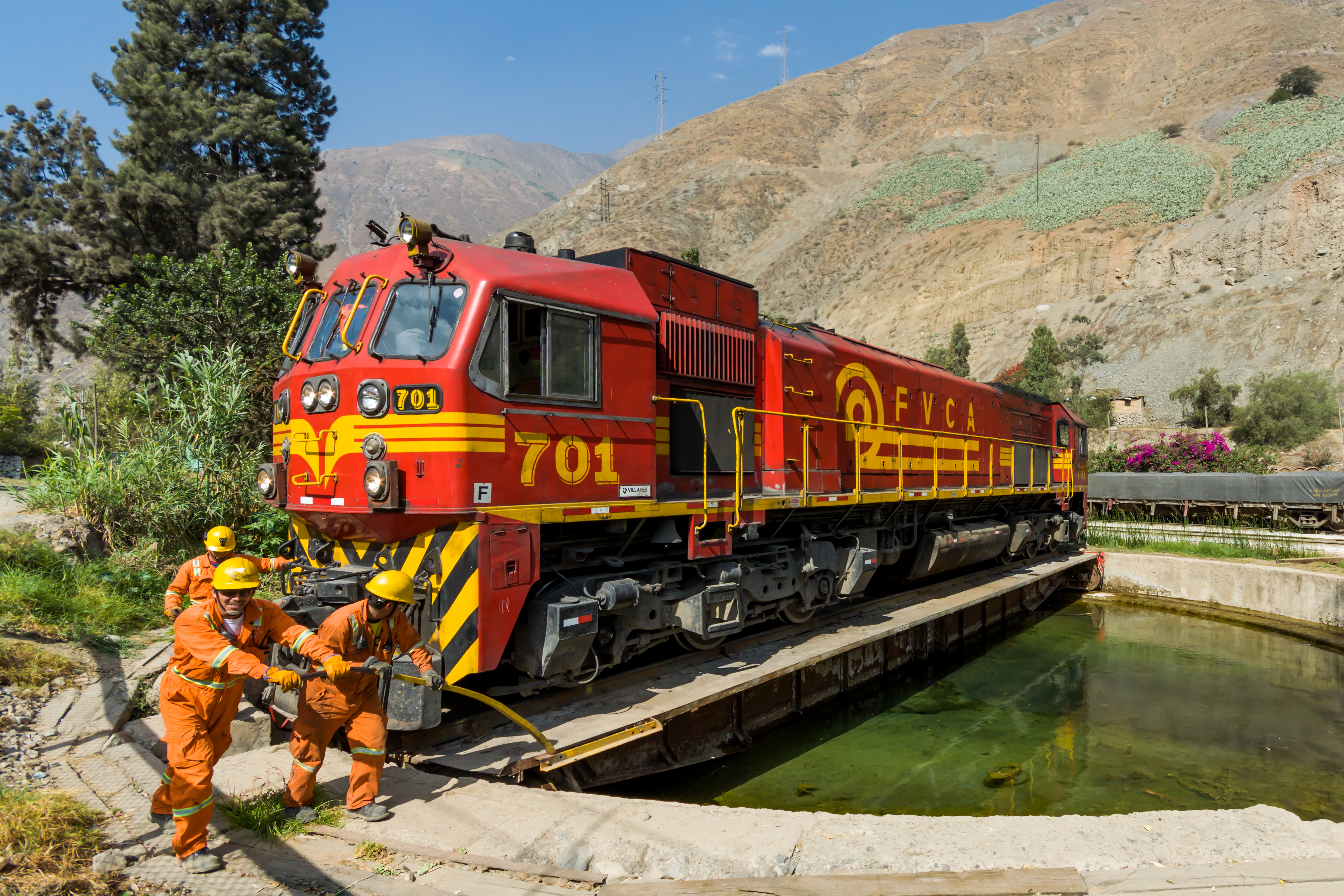

11°54′42″S 76°31′45″W / 11.9118°S 76.5292°W
聖巴托洛梅區（西班牙語：Distrito de San Bartolomé），是秘魯的一個區，位於該國中南部利馬大區的瓦羅奇里省，始建於1953年11月9日，面積43.9平方公里，海拔高度1,600米，2005年人口1,126，人口密度每平方公里26人。